# Stiftung für deutsch-polnische Zusammenarbeit
Die Stiftung für deutsch-polnische Zusammenarbeit (SdpZ; polnisch Fundacja Współpracy Polsko-Niemieckiej) ist eine Einrichtung, die seit mehr als zwanzig Jahren einvernehmlich von Deutschen und Polen betrieben wird und die Mittel für Projekte bereitstellt, die es deutschen und polnischen Veranstaltern ermöglichen, Vorhaben gemeinsam zu realisieren.
1991 wurde die Stiftung für deutsch-polnische Zusammenarbeit von den Regierungen beider Länder durch ein Regierungsabkommen ins Leben gerufen. Die Stiftung hat ihren Sitz in Warschau,  alle Angelegenheiten werden paritätisch von den deutsch und polnisch besetzten Gremien entschieden.
Die Gründung ist das Ergebnis einer Entscheidung über die Umwandlung des Jumbo-Kredits aus den 1970er Jahren.  Damit sollte sichergestellt werden, dass seine Rückzahlung den Aufbau der Marktwirtschaft und der Demokratie in Polen nach 1989 nicht behindern würde. Ein Teil des Kredits wurde erlassen, die Rückzahlung des anderen Teils erfolgte in polnischer Währung in Form des SdpZ-Fonds, der für gemeinsame nichtkommerzielle Vorhaben, die der deutsch-polnischen Verständigung dienen, eingerichtet wurde.
Bis 2001 konnte die Stiftung mit hohem finanziellen Einsatz die materielle Grundlage für den Dialog der Bürger beider Länder fördern: Begegnungsstätten wurden gebaut, Denkmäler des gemeinsamen Kulturerbes vor dem Untergang bewahrt und die Infrastruktur für den Ausbau der Beziehungen verbessert. 2002 wurde die Kreditrückzahlung abgeschlossen und die Stiftung investiert nun ihre jährlichen Kapitalerträge in Projekte, die der Begegnung und Zusammenarbeit von Menschen aus Deutschland und Polen dienen.
Schwerpunkte sind dabei partnerschaftlich angelegte Projekte auf kommunaler Ebene und die wissenschaftliche Zusammenarbeit. Alle staatlichen Universitäten Polens gehören zu den regelmäßigen Destinatären der Stiftung für deutsch-polnische Zusammenarbeit. Darüber hinaus sind alle Aspekte der Berichterstattung durch die Massenmedien und die kulturelle Zusammenarbeit Themen von herausragender Bedeutung für die Stiftungsarbeit. Mit der Investition in über 800 Projekte jährlich trägt die Stiftung dazu bei, die bilaterale Zusammenarbeit beider Länder kontinuierlich zu festigen und langfristig das Bewusstsein zu stärken, dass der deutsch-polnische Dialog ein konstitutives Element für den Erhalt und die Pflege des gemeinsamen kulturellen Erbes in Europa darstellt.